# U 30 (U-Boot, 1975)
Das U 30 ist ein ehemaliges U-Boot der Bundesmarine. Das Schiff gehörte zur Klasse 206 Alpha. Das U-Boot wurde in Emden gebaut und am 5. Dezember 1972 auf Kiel gelegt. Der Stapellauf fand am 4. April 1974 statt, die Indienststellung erfolgte am 13. März 1975. Das U-Boot war wie alle anderen U-Boote der Bundesmarine in Eckernförde stationiert. Es gehörte zum 1. Ubootgeschwader der Bundesmarine.

## Verbleib
Das Boot wurde am 31. Januar 2007 außer Dienst gestellt. Die Boote der Klasse 206 wurden durch die U-Boot-Klasse 212 A ersetzt. Das U-Boot wurde verschrottet.